# Li Gonglin
Li Gonglin (chinois : 李公麟 ; pinyin : lǐ gōnglín), parfois transcrit en Li Kon-Lin ou Li-Kung-Lin (surnom: Boshi, nom de pinceau : Longmian Jushi), est un peintre chinois né en 1049 à Shucheng (province de Anhui) et mort en 1106.

## Biographie
Li Gonglin, essentiellement connu sous son nom de Li Longmian comme le témoignent les signatures, inscriptions, colophons et calligraphies portés sur ses œuvres. Il Choisit et adopte ce surnom, toponyme d'une montagne proche de son village natal ,,,. 
Il appartient à une grande famille du Jiangnan. Son père, ancien haut fonctionnaire démis, a rassemblé d'importantes collections d'antiquités auxquelles Li doit le meilleur de sa formation. Il fait aussi preuve d'une grande compétence dans le jugement des objets anciens. Il rentre jeune dans la carrière administrative. Il y reste trente ans jusqu'à ce qu'une paralysie partielle le frappe, au terme de sa vie. Bien que pris par de hautes fonctions mandarinales, il réalise, de l'âge de vingt ans à celui de quarante-cinq ans environ, une considérable production picturale, qui lui vaut, de son vivant, une grande célébrité et la fréquentation des esprits les plus brillants de l'époque tels Su Dongpo, Huang Tingjian et Wang Anshi.
S'il aborde tous les genres picturaux, ce sont ses peintures de figures et de chevaux qui sont les mieux connues, deux thèmes fort pratiqués sous les Tang mais supplantés peu à peu par le paysage. Li Longmian assure magistralement leur renaissance. Bien que pétri de l'étude et de l'imitation des maîtres anciens comme Gu Kaizhi, Wu Daozi, Han Gan et Yan Liben, il n'en développe pas moins un style qui lui est propre: la peinture au trait sans nul rehaut de lavis et couleur bai miao, exécutée généralement sur papier (dont la fabrication connaît un bel essor à ce moment). Ce style est antérieurement réservé aux épures; on doit à Li d'en avoir fait un langage pictural autonome, exigeant toutefois une parfaite maîtrise technique.
Son aisance fait qu'il échappe à toute froideur académique et que ses personnages, leurs gestes, leurs attitudes acquièrent une profonde intensité d'expression alliée à un délicat sens des rythmes. Cette formule est indéfiniment reprise dans les siècles ultérieurs et l'on peut souligner avec P. Ryckmans, qu'un de ses épigones les plus inattendus, au XXe siècle, est constitué par les bandes dessinées populaires (lian huan tu) dont la filiation avec les longs rouleaux narratifs de Li Longmian est assez claire.

## L'art du portrait
Durant la longue ère des Song, le portrait demeure une forme d'art hautement estimée aussi bien que répandue. Une incomparable série de portraits d'hommes et de chevaux est peinte par un artiste lettré de cette même période, Li Longmian.

Li représente une catégorie sociale, celle de l'aristocratie lettrée, bien qu'il prétend descendre de la famille royale des Tang méridionaux. Il est étroitement lié à des bureaucrates lettrés tels que le poète Su Shi et le calligraphe Huang Tingjian, des hommes qui commencent à chercher les moyens d'adapter l'art de la peinture à l'usage des lettrés qui ne sont pas des artisans professionnels. Li Longmian est toutefois plus proche de peintres aristocrates comme Zhao Yan et Wang Shen, de par sa dévotion à l'art et au métier de la peinture. Ses Cinq chevaux offerts en tribut sont une merveille de l'art du portrait : de simples traits d'encre sans couleur, sans décor, d'une minutie intense et microscopique qui respecte l'aspect et la personnalité des cinq chevaux offerts en présent à la cour des Song entre 1086 et 1089, et de leurs cinq palefreniers étrangers.

## Les chevaux et les buffles
Comme Guanxiu (832-912), dont les arhat s'inspirent de physionomies étrangères, Li est apparemment fasciné par ceux qui viennent d'autres pays. Les chevaux et les buffles sont des sujets populaires, en corrélation fondamentale avec les cieux impérieux (les chevaux) et la terre d'ici-bas (les buffles d'eau). sur le plan symbolique, les chevaux, prompts, intelligents, héroïques, sont rattachés aux grands lettrés, aux mandarins et aux dignitaires nobles au service de l'État, tandis que les buffles d'eau évoquent presque toujours l'idée de la vie bucolique à l'écart du monde. Li Longmian est largement regardé comme le plus accompli des peintres de chevaux de la dynastie des Song. Les Cinq chevaux offerts en tribut constitue un remarquable exemple de peinture de chevaux, ainsi que la copie d'une œuvre nommée Chevaux au pâturage attribuée à Wei Yan.
L'œuvre révèle l'aspect le plus minutieusement  artisanal de l'éminent peintre lettré. Sur ordre impérial, à en croire l'inscription personnelle qu'il porte  sur le rouleau, il copie soigneusement la composition dans son entier, extrêmement détaillée, riche de plus d'un millier de chevaux et de centaines d'hommes. Li Longmian exécute toute sa vie ce genre de peintures anciennes. En la circonstance, il transforme  son antique modèle en une peinture très moderne qui traite tout autant des limites du pouvoir et de la nature de la liberté et du bonheur humains que de chevaux et de palefreniers.
Li vit à l'écart du service du gouvernement aussi longtemps qu'il le peut, puis il prend sa retraite aussitôt que possible. La bureaucratie Song est la seule institution puissante dont les emplois sont ouverts à des hommes tels que Li Longmian,  ses pressions et ses rigoureuses restrictions semblent parfois aussi contraignantes qu'elles paraissent l'être aux chevaux sous surveillance au début du rouleau. Cette vision de liberté suggérée par Li à la fin de Chevaux au pâturage se retrouve dans un autre rouleau portatif conservé à Beijing, Buffles d'eau au pâturage, peinture attribuée à Qi Xu (Xe siècle).
Li Longmian a observé des chevaux par centaines depuis ses débuts de peintre, il les porte en lui. «Même si le cheval ne s'encadre pas entre ses deux yeux», l'image qu'il s'en fait en esprit est correcte, c'est un «vrai cheval» qui jaillit sous son pinceau.
Bien avant les Song, les lettrés ont marqué de leur empreinte non seulement la calligraphie, mais la peinture. Les lettrés-fonctionnaires, conscients du rôle qu'une élite peut être amenée à jouer dans le corps social, tendent à se grouper. Totalement libre, l'inspiration s'exprime chez eux par la poésie et la musique comme par la calligraphie et la peinture. Un tableau célèbre de Li Longmian La réunion poétique du lac de l'Ouest, représente les plus illustres d'entre eux dans les jardins du prince Wang shen, gendre de l'empereur Yingzong.

## Li Longmian, l'ermite de la montagne du dragon dormant
L'appartenance à une élite sociale oblige les peintres lettrés au respect de certaines hautes convenances. Le Huaji (1167), ouvrage traitant de la peinture des Song, confirme l'importance accordée à l'époque, au statut social. L'empereur Huizong figure seul dans la première section et la deuxième est réservée aux princes de sang. Parmi les hauts fonctionnaires, Su Shi,  Li Gonglin, Huang Tingjian et Mi Fu figurent dans la troisième section. Deng Shun, l'auteur de l'ouvrage, précise la conception qui préside à ce classement: la peinture n'est pas œuvre de spécialiste, mais expression d'une culture spirituelle.
Mi Fu et Li Longmian travaillent quelquefois  ensemble. Mi, servi par une mémoire prodigieuse, fait vivre quelques anecdotes anciennes, et Li peint la scène. Plus âgé que Mi Fu de onze ans, Li Longmian lui en impose par sa personnalité et sa maîtrise dans la peinture de personnage. Impatient de cette dépendance, il ne se sent libre que le jour où la maladie oblige Li à cesser de peindre.

## Influences et réputation
Plus tard, il est atteint de rhumatisme à la main droite. Malgré son mal, il soulève cette main et esquisse le geste du calligraphe, quand il attaque son papier à la pointe du pinceau. Si grande est sa réputation, qu'on vient encore le solliciter d'écrire malgré sa maladie. Il répond en soupirant : « Quand je peins, je le fais comme un poète compose ses poèmes. Je chante mon intime nature, c'est tout ». Li a d'abord étudié les plus grands maîtres du passé. Il les a copiés et médités sans relâche pour accumuler une grande et riche culture. C'est ainsi qu'il établit sa propre idée de la peinture et crée son propre style. Il est doué d'un esprit pénétrant et d'une grande force de pensée. « Quand il observe les choses, il saisit l'essentiel », ce qui est fondamental. Quand il travaille, il établit d'abord l'idée de son œuvre, puis il procède à son ordonnance et passe aux éléments du décor.

## Peinture et poésie
Li Longmian rappelle Du Fu par le sens de l'essentiel, le respect de l'ordre, l'équilibre. Le souci de se cultiver n'apporte pas d'entrave à l'épanchement de son génie. Il s'exprime librement en chantant un poème ou en traçant une esquisse. « L'art de peindre et celui de la composition littéraire ne font qu'un. Encore est-il difficile de trouver des gens capables de le comprendre ». Il faut, pour y parvenir, atteindre en toute chose le Dao, et ceci sans l'avoir cherché. L'artiste n'ordonne les éléments composants de son œuvre avec justesse que s'il l'a saisie dans son unité.

## Technique et compétence
Li excelle à peindre des personnages, il sait caractériser les formes et les comportements. Quiconque regarde ses figures, les situe dans le milieu qui est le leur. Rien n'est livré au hasard, ni les manières, ni le détail des traits. quand il peint le domaine où il réside dans la «montagne du Dragon dormant», il le fait de façon que, « plus tard, [les promeneurs], s'ils entrent dans la montagne, [puissent] y cheminer à leur guise et trouver leur chemin comme s'ils voyaient le site en rêve ou se souviennent de l'avoir connu dans une existence antérieure ». Tout dans le tableau leur paraît familier, les sources et les rochers, comme les personnages. Pour être aussi précis le peintre ne suit que son instinct, par l'intuition  qui va droit à l'essence des choses, à leur mouvement, à leur ordonnance.
Quand Li vit retiré dans la montagne, rien ne le retient, son esprit entre en communion avec les dix mille choses, et son  discernement lui donne l'intelligence de toutes les formes d'habileté. Quoi qu'il en soit, il y a le Dao et la compétence technique. Celui qui possède le Dao sans la compétence, même si les choses prennent forme dans son esprit, elles ne prennent pas forme sous sa main. Li Longmian possède le Dao et la compétence technique. Quand il illustre des sūtra bouddhiques, il s'exprime avec son pinceau en plein accord avec les pensées du Buddha. Ainsi le confucianisme n'est pas seul actif dans la vie intérieure de Li l'Ermite. Plus il avance dans l'âge, plus le taoïsme et le bouddhisme prennent de l'emprise sur son esprit.
Nous savons qu'à son époque, le confucianisme s'est ouvert aux apports du bouddhisme et du taoïsme. Sur les 107 peintures qui figurent sous le nom de Li Longmian dans le Catalogue de la Collection impériale de peinture, celles qui ont pour thème des sujets bouddhiques sont les plus nombreuses. Le Catalogue fait aussi état des sujets confucéens, taoïstes, profanes (scènes de genre, papillons, fleurs, paysages, portraits, enfin douze peintures de chevaux). Comme peintre de chevaux, Li égale Han Gan.

## Magie de l'image
Il peint les chevaux des écurie impériales importés de Khotan, et les officiers des écuries prennent peur. Ces puissantes images ne pouvaient-elles pas, en captant l'esprit des chevaux, les ravir à leurs gardiens? Le Tableau des Cinq Chevaux, conservé d'abord dans les collections impériales, puis au Japon, est très significatif des conceptions picturales de Li Longmian et de sa manière, Le dessin des chevaux est tracé au contour, et chaque palefrenier est fortement caractérisé. Des lavis de couleur animent l'ensemble, et chaque trait possède une force propre. La vérité de l'expression, la sobriété des moyens, la maîtrise de la conception sont plus remarquable encore dans les peintures de figures traitées avec un certain archaïsme, dans l'esprit des grands peintres anciens: Gu Kaizhi, Lu Tanwei.
Li emprunte aussi certains de ses thèmes au passé. Il illustre les Neuf chants de Qu Yuan, le poète visionnaire du royaume de Chu, à la fin des temps antiques. L'illustration qu'il donne du célèbre poème de Tao Qian, Le retour au foyer, est copié par bien des peintres. Ses paysages servent de cadre à une action. La réunion poétique du Lac de l'Ouest est traitée en couleurs dans la manière de Li Sixun.

## Attributions problématiques
L'attribution de ces œuvres pose un problème. copies d'époque ou interprétations d'originaux, ces précieux rouleaux ont valeur de témoignage. La manière de Li Longmian fait école. Qiao Zhonggchang (actif 1re  moitié du XIIe siècle) l'imite de si près que ses œuvres sont difficiles à distinguer de celles du maître. Un rouleau portant sa signature illustre un poème célèbre de Su Shi, l'Ode à la falaise rouge, thème que l'on retrouve sous le pinceau d'un peintre de l'Académie, à Kaifeng et à Hangzhou. Parmi les peintures appartenant au même courant stylistique, on cite les Cinq Vieillard de Suiyang (œuvre représentative de l'art du portrait à l'époque de Li Longmian) et les Neuf Chants de Qu'Yuan (œuvre inspirée par le texte qu'a illustré Li, et attribuée à Zhang Dunli, actif à la fin du XIe siècle.

## Li Longmian et la peinture de sujets religieux
Les portraits de Li ont aujourd'hui disparu. Mais les Cinq vieillards de Suiyang, dans leur simplicité paisible, ne sont pas dépourvus de valeur religieuse. Le sens religieux s'exprime surtout dans la peinture de sujets bouddhiques et taoïstes. D'après ses biographes, ce grand artiste est très versé dans l'étude du bouddhisme, et tout particulièrement attaché au Chan. La petite histoire veut qu'un moine le convainc de consacrer son art aux thèmes religieux. « Li Longmian porte mille coursiers dans sa poitrine », écrit Su Shi. « Ne peignez pas de chevaux, lui dit le moine, sinon vous risqueriez de vous laisser gagner par leurs penchants ».
Li Longmian illustre des sūtra et, en particulier, le sūtra de Vimalakīrti, si souvent représenté à Dunhuang. Il semble surtout avoir contribué au développement du sexe féminin de Guanyin. À la fin du VIIIe siècle, Zhou Fang représente le bodhisattva compatissant sous des traits féminins. Mais le changement de sexe  ne s'impose qu'au XIe siècle. D'après Deng Chun (actif XIIe siècle), Li peint Guanyin vêtue d'une grande robe blanche et portant une longue écharpe. Il la représente aussi adossée à une falaise, ou encore assise, les paumes des mains jointes, absorbée dans une profonde méditation.

## Legs d'influence
La figure de Guanyin inspire de nombreux peintres, notamment Guanxiu (832-912) , et d'après une tradition japonaise, Li Longmian a exercé une influence décisive sur cette transformation. À l'époque mongole cependant, apparaissent les ascètes de type étranger aux visage ridés et fantastiques liés aux souvenirs de Guanxiu. Par leur puissance expressive et leur caractère caricatural, poussé jusqu'au grotesque, ces figures étranges sont rapprochées des saints taoïstes peints par Yan Hui (XIVe siècle. Ce monde de violence magico-mystique est étranger à celui de Li Longmian, ouvert à l'enchantement spirituel.
Une des peintures de la série des cinq cents Arhat, représente dans sa partie basse, six Arhat ordonnés sur deux lignes diagonales qui s'ouvrent sur la vision d'une figure centrale siégeant en haut de la composition. La scène illustre un Arhat entrant dans le Nirvāna. Les représentations de cet ordre n'ont guère de rapport avec l'iconographie traditionnelle. Li ne veut pas être confondu avec les décorateurs professionnels. Li Longmian peint en format réduit avec un pinceau fin dans un style élaboré. Il travaille aussi en style d'esquisse, avec moins de spontanéité qu'un Mi Fu. Jamais il ne se sert de l'épais pinceau qu'utilisent les peintres artisans.

## Musées
- Berlin (Staatliche Mus.):
  - Paysage avec une cascade, encre sur soie, feuille d'album.
- Pékin (Mus. du Palais):
  - Chefs barbares adorant le Bouddha, inscriptions de Zhao Yong datées 1343 et d'autres écrivains des dynasties Yuan et Ming, rouleau en longueur signé.
  - Les dix-huit arhats franchissant les flots pour aller rendre hommage à Guanyin, signé et daté 1080, cachets de Zhao Mengfu, colophon de Song Wu (1260-1340).
  - Guanyin et les dix-huit arhats, feuille d'album, cachet du peintre.
  - Homme dans une barque en forme de racine flottant sur l'eau, éventail, attribution.
  - Nombreux chevaux conduits au champ par les lads, couleurs sur soie, rouleau en longueur.
- Taipei (Nat. Palace Mus.):
  - Guo Ziyi (en) rencontrant les Ouïghours, encre sur papier, rouleau en longueur, attribution.
  - Madame Guoguo (sœur de Yang Yuhang) partant faire une promenade à cheval, encre et couleur sur soie, d'après Zhang Xuan, rouleau en longueur, attribution.
- Washington DC (Freer Gallery of Art):
  - Royaume des immortels, paysage imaginaire peuplé de fées, encre sur papier, rouleau en longueur. (détail 1[n 2],[16]. détail2[n 3],[16].
  - Pavillons et galeries le long des jardins et des canaux, encre sur papier, rouleau en longueur, probablement copie de l'époque Ming.